# RISMAN
De RISMAN-methode is een methode voor risicoanalyse en risicomanagement in projecten. Deze methode is tussen 1992 en 1999 ontwikkeld in een samenwerkingsverband tussen RWS Bouwdienst, NS Railinfrabeheer, Twynstra Gudde, TU Delft en Gemeentewerken Rotterdam. De methode kan ook worden toegepast op programma's en organisaties. De methode wordt veel toegepast bij bouw- en infrastructuurprojecten. Deze projecten worden gekenmerkt door een grote complexiteit, veel betrokkenen met uiteenlopende belangen en onzekerheid over kosten en doorlooptijden vanwege planologische procedures. De methode wordt beheerd door het kennisplatform CROW.

## Het proces
Na een initiële risicoanalyse is de RISMAN-methode een cyclisch proces die gelijkenis vertoont met de kwaliteitscirkel van Deming:

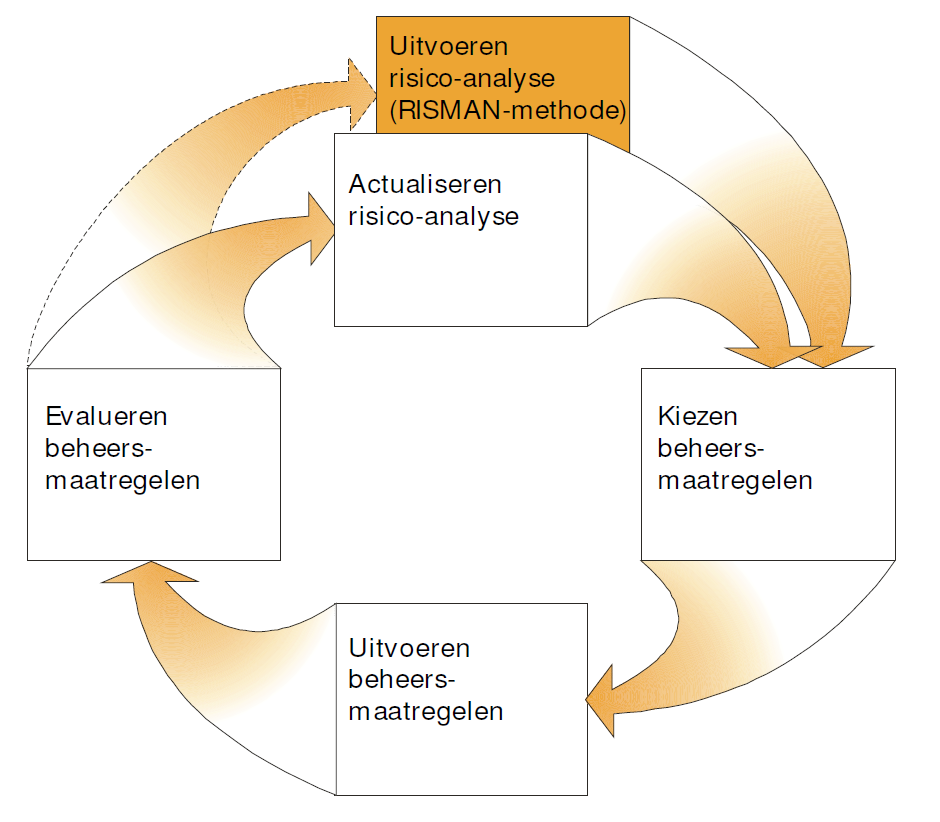
Het proces van de RISMAN-methode

1. Risicoanalyse: een risicoanalyse is een beschrijving van de stand van zaken bij de start van het project, met een inschatting van de integrale risico's.
2. Beheersmaatregelen: voor de belangrijkste risico's worden beheersmaatregelen vastgesteld om te voorkomen dat de risico's optreden, of het effect van het optreden te verminderen.
3. Uitvoeren: de projectleider zorgt dat de geselecteerde beheersmaatregelen worden uitgevoerd.
4. Evalueren: op regelmatige basis wordt vastgesteld of de beheersmaatregelen nog steeds het gewenste effect hebben.
5. Actualiseren: na de evaluatie worden de geïdentificeerde risico's en de vastgestelde beheersmaatregelen bijgewerkt, zodat altijd de grootste actuele risico's gemanaged worden.

## Uitgangspunten
De belangrijkste uitgangspunten van de RISMAN-methode zijn:
- Risicomanagement sluit aan op projectmanagement. Dit houdt in dat risicomanagement zoveel mogelijk aansluit bij de werkwijze van het project. Het rapporteren over risico's en de genomen beheersmaatregelen vindt op hetzelfde niveau en op hetzelfde tijdstip plaats als het rapporteren over de bijbehorende beheersaspecten, bijvoorbeeld in de voortgangsrapportages. Het identificeren van nieuwe risico’s en het vaststellen en monitoren van beheersmaatregelen is een onderdeel van het projectmanagement.
- Risicomanagement volgt de zeggenschap. Dit betekent dat de verantwoordelijkheid voor een risico daar ligt waar ook de verantwoordelijkheid ligt voor het werk waar het risico betrekking op heeft.
- Risicomanagement is van iedereen. Dit houdt in dat alle betrokkenen bij het project zelf verantwoordelijk zijn voor het uitvoeren van risicomanagement. Risicomanagement kan dus niet geheel worden uitbesteed aan een externe partij. Risicomanagement is een integraal onderdeel van de projectuitvoering, waardoor medewerkers het nut en de noodzaak ervan inzien.[2]

## Integraal beeld
Bij de RISMAN-methode wordt een project bekeken vanuit zeven verschillende invalshoeken, die samen een integraal beeld opleveren van de risico's van een project. Deze invalshoeken zijn:
1. politiek/bestuurlijk
2. financieel-economisch
3. juridisch/wettelijk
4. technisch
5. organisatorisch
6. geografisch/ruimtelijk
7. maatschappelijk